# Ticino
Ticino là một trong số 26 bang của Thụy Sĩ và nằm ở khu vực nói tiếng Ý của Thụy Sĩ. Thủ phủ bang Ticino đóng ở thành phố Bellinzona.
Được đặt theo tên sông Ticino, đây là bang duy nhất mà tiếng Ý là ngôn ngữ chính thức duy nhất. Ticino giáp bang Uri ở phía bắc, bang Valais về phía Tây (qua đèo Novena), bang Graubünden về phía đông bắc và các vùng Lombardia, Piemonte của Ý về phía nam và nó bao quanh các vùng đất nằm lọt nhỏ thuộc Ý Campione d'Italia. Cùng với các khu vực của bang Graubünden nó tạo nên khu vực có tên gọi là Thụy Sĩ Ý.